# 라고스주

라고스주의 위치

라고스주(영어: Lagos State)는 나이지리아의 남서부에 있는 주로, 주도는 이케자이다. 면적은 3,475.1km2이며, 인구는 9,013,534명(2006년)이다. 1967년 5월 27일에 신설되었다. 북쪽과 동쪽으로는 오군주, 남쪽으로는 대서양과 접하며 서쪽으로는 베냉과 국경을 접한다. 나이지리아의 경제적 중심지인 라고스가 위치한다.

2018년까지 인구수는 2위지만 2019년에서 1위로 인구수가 나이지리아에서 제일 많다. (2020 기준): 26,475,905명